# تيري كيلي
تيري كيلي (بالإنجليزية: Terry Kelly)‏ (1932 - 2 أغسطس 2007) هو لاعب كرة قدم بريطاني في مركز قلب الدفاع. لعب مع نادي لوتون تاون ونادي كامبريدج ستي.

## وصلات خارجية
- تيري كيلي على موقع قاعدة بيانات كرة القدم.إي يو (الإنجليزية)